# Liste de films tournés dans le département de la Seine-Saint-Denis
Un certain nombre d'œuvres cinématographiques et télévisuelles ont été tournés dans le département de la Seine-Saint-Denis.
Voici une liste à compléter de films, téléfilms, feuilletons télévisés, films documentaires… tournés dans le département de la Seine-Saint-Denis classés par commune, lieu de tournage et date de diffusion.
- Haut – A
- B
- C
- D
- E
- F
- G
- H
- I
- J
- K
- L
- M
- N
- O
- P
- Q
- R
- S
- T
- U
- V
- W
- X
- Y
- Z

## A
- Haut – A
- B
- C
- D
- E
- F
- G
- H
- I
- J
- K
- L
- M
- N
- O
- P
- Q
- R
- S
- T
- U
- V
- W
- X
- Y
- Z

- Aubervilliers
  - 1946 : Aubervilliers documentaire d'Éli Lotar (commentaire et chansons Jacques Prévert), tourné à l'été 1945[1].
  - 1951 : Identité judiciaire de Hervé Bromberger[2]
  - 1963 : Le Jour et l'Heure de René Clément
  - 1973 : Rude journée pour la reine de René Allio
  - 1983 : Le Marginal de Jacques Deray (Sur les quais du Canal Saint-Denis)
  - 1999 : Commissaire Moulin - Passage protégé de Yves Rénier
  - 2000 : L'Instit - Ting Ting de Pascale Dallet
  - 2002 : Samouraïs de Giordano Gederlini[3]
  - 2004 : Commissaire Moulin - Les lois de Murphy  de Yves Rénier
  - 2006 : Ne le dis à personne de Guillaume Canet
  - 2014 : Colt 45 de Fabrice Du Welz et Frédéric Forestier
  - 2014 : Soraya à Aubervilliers, court métrage de Michèle Rosier
  - 2019 : Jusqu'ici tout va bien de Mohamed Hamidi (Fort d'Aubervilliers)

- Aulnay-sous-bois
  - 1967 : Les compagnons de la marguerite de Jean-Pierre Mocky (Boulevard Felix Faure face à la Mairie)
  - 1985 :  Nasdine Hodja au pays du business de Jean-Patrick Lebel (cité Ambourget - Les mille-milles)
  - 2011 :  Beur sur la ville de Djamel Bensalah (Cité des 3000)
  - 2011 : Les Mythos de Denis Thybaud (Cité de l'Europe)
  - 2014 : Samba d'EricToledano et Olivier Nakache sur le parking du centre commercial O'Parinor
  - 2016 : Swagger d'Olivier Babinet (Collège Christine de Pisan, 10 chemin du Moulin de la Ville)
  - 2017 : Alice Nevers : Le juge est une femme (Série) : Tournage au nouveau cimetière (diffusion le 26 mai 2017)

## B
- Haut – A
- B
- C
- D
- E
- F
- G
- H
- I
- J
- K
- L
- M
- N
- O
- P
- Q
- R
- S
- T
- U
- V
- W
- X
- Y
- Z

- Bagnolet :
  - 1988 : De bruit et de fureur, de Jean-Claude Brisseau
  - 1989 : Romuald et Juliette, de Coline Serreau
  - 1999 : Ressources humaines de Laurent Cantet
  - 2008 : From Paris with Love, de Pierre Morel
  - 2010 : Le Nom des gens, de Michel Leclerc.
  - 2011 : Case départ de Lionel Steketee, Fabrice Éboué et Thomas Ngijol[4]
  - 2014 : Bande de filles de Céline Sciamma, notamment dans la Cité de la Noue[5]
  - 2014 : Colt 45 de Fabrice Du Welz et Frédéric Forestier
  - 2019 : La Lutte des classes de Michel Leclerc[6]

- Bobigny :
  - 1980 : La Bande du Rex de Jean-Henri Meunier[7]
  - 2005 : Saint-Jacques… La Mecque de Coline Serreau
  - 2008 : La Vie ailleurs de David Teboul
  - 2012 : De l'autre côté du périph de David Charhon
  - 2014 : Qu'est-ce qu'on a fait au Bon Dieu ? de Philippe de Chauveron
  - 2016 : La Permanence d'Alice Diop, à l'hôpital Avicenne

- Bondy :
  - 2011 : Intouchables de Olivier Nakache et Éric Toledano[8]

## C
- Haut – A
- B
- C
- D
- E
- F
- G
- H
- I
- J
- K
- L
- M
- N
- O
- P
- Q
- R
- S
- T
- U
- V
- W
- X
- Y
- Z

- Clichy-sous-Bois
  - 1995 : La Haine de Mathieu Kassovitz
  - 2000 : Une femme d'extérieur de Christophe Blanc[9]
  - 2005 : L'Embrasement de Philippe Triboit
  - 2008 : Go Fast d'Olivier Van Hoofstadt[10],[11]
  - 2009 : La Horde de Yannick Dahan et Benjamin Rocher
  - 2013 : De l'autre côté du périph de David Charhon[12]
  - 2015 : Nous trois ou rien de Kheiron
  - 2018 : Merveilles à Montfermeil de Jeanne Balibar[12]
  - 2019 : Les Misérables de Ladj Ly[12]
  - 2022 : Les Promesses de Thomas Kruithof[12]

## D
- Haut – A
- B
- C
- D
- E
- F
- G
- H
- I
- J
- K
- L
- M
- N
- O
- P
- Q
- R
- S
- T
- U
- V
- W
- X
- Y
- Z

- Drancy
  - 1995 : Raï de Thomas Gilou : Cité de la Muette
  - 2003 : Banlieue 13 de Pierre Morel[13]
  - 2009 : Joséphine, ange gardien : épisode Les braves de Jean-Marc Seban[14] : Centre commercial Avenir
  - 2009 : Micmacs à tire-larigot de Jean-Pierre Jeunet[15] : Avenue du Commandant Rolland, le long de la voie ferrée
  - 2012 : De l'autre côté du périph de David Charhon[16]
  - 2019 : Damien veut changer le monde de Xavier de Choudens

## E
- Haut – A
- B
- C
- D
- E
- F
- G
- H
- I
- J
- K
- L
- M
- N
- O
- P
- Q
- R
- S
- T
- U
- V
- W
- X
- Y
- Z

- Épinay-sur-Seine
  - 1962 : Arsène Lupin contre Arsène Lupin d'Édouard Molinaro (Église Saint-Médard, rue de l'Église)
  - 1991 : La Totale !, film réalisé par Claude Zidi (rue Saint-Marc )
  - 2005 : Alimentation générale de Chantal Briet (Cité de la Source)

- Studios Éclair-Studios d'Épinay 10, rue du Mont :
  - 1909 : Le Capitaine Fracasse de Victorin Jasset[17]
  - 1909 : Morgan le pirate de Victorin Jasset[18]
  - 1910 : Hérodiade de Victorin Jasset[19]
  - 1924 : Kean ou Désordre et génie d'Alexandre Volkoff[20]
  - 1924 : Paul et Virginie de Robert Péguy[21]
  - 1925 : Le Bossu de Jean Kemm[22],[23]
  - 1925 : Destinée d'Henry Roussel[22],[24]
  - 1928 : Le Martyre de Sainte-Maxence de Donatien[19],[22]
  - 1929 : Le Collier de la reine de Gaston Ravel et Tony Lekain[25],[22]
  - 1929 : Cagliostro de Richard Oswald[26],[22]
  - 1932 : Les Trois Mousquetaires de Henri Diamant-Berger[22]
  - 1932 : Danton d'André Roubaud[22],[27]
  - 1933 : Jocelyn de Pierre Guerlais[22],[28]
  - 1933 : Le Barbier de Séville de Jean Kemm[22],[29]
  - 1935 : La Fille de madame Angot de Jean Bernard-Derosne[22],[30]
  - 1937 : L'Affaire du courrier de Lyon de Claude Autant-Lara et Maurice Lehmann[31]
  - 1938 : Le Patriote de Maurice Tourneur[32]
  - 1939 : L'Or dans la montagne de Max Haufler[33],[22]
  - 1940 : De Mayerling à Sarajevo de Max Ophüls[34],[22]
  - 1946 : La Belle et la Bête de Jean Cocteau[22]
  - 1947 : Les Chouans d'Henri Calef[22],[35]
  - 1947 : Les Aventures de Casanova de Jean Boyer[22],[36]
  - 1948 : Ruy Blas de Pierre Billon[22],[37]
  - 1949 : Le Secret de Mayerling de Jean Delannoy[34],[22]
  - 1951 : Clara de Montargis de Henri Decoin[38]
  - 1951 : Caroline chérie de Richard Pottier[39]
  - 1960 : Le Baron de l'écluse de Jean Delannoy[22]
  - 1961 : Le Capitaine Fracasse de Pierre Gaspard-Huit
  - 1962 : Cartouche de Philippe de Broca[22],[40]
  - 1963 : Le Jour et l'Heure de René Clément
  - 1966 : Galia de Georges Lautner
  - 1967 : Le Vieil homme et l'enfant de Claude Berri[22],[41]
  - 1972 : Les Évasions célèbres série télévisée Episode "L'Étrange trépas de Monsieur de la Pivardière" de Jean-Pierre Decourt[42],[22]
  - 1973 : Moi y'en a vouloir des sous de  Jean Yanne[22]
  - 1974 : La Moutarde me monte au nez de Claude Zidi[22]
  - 1976 : Le Locataire de Roman Polanski[43],[22]
  - 1978 : La Carapate de Gérard Oury[22]
  - 1980 : Le Coup du parapluie de Gérard Oury[22]
  - 1982 : Le père Noël est une ordure de Jean-Marie Poiré[22]
  - 1984 : La Smala de Jean-Loup Hubert[22]
  - 1984 : La Septième Cible de Claude Pinoteau[44]
  - 1984 : La Vengeance du serpent à plumes de Gérard Oury
  - 1988 : Le Grand bleu de Luc Besson[22]
  - 1989 : Valmont de Miloš Forman[22],[45]
  - 1991 : Mayrig de Henri Verneuil[22]
  - 1991 : L'Opération Corned-Beef de Jean-Marie Poiré[22]
  - 1992 : 588, rue Paradis de Henri Verneuil[22]
  - 1994 : Le Mangeur de lune de Dai Sijie[22]
  - 1994 : La Vengeance d'une blonde de Jeannot Szwarc
  - 1994 : La Reine Margot de  Patrice Chereau[22]
  - 1996 : Le Plus Beau Métier du monde de Gérard Lauzier[22]
  - 1996 : Mon homme de Bertrand Blier[22]
  - 1997 : Soleil de Roger Hanin
  - 1998 : Les Visiteurs 2 de Jean-Marie Poiré[22]
  - 1998 : Taxi de Gérard Pirès
  - 1999 : Jeanne d'Arc de Luc Besson[46]
  - 2000 : Les rivières pourpres de Mathieu Kassovitz[22]
  - 2001 : La Tour Montparnasse infernale de Charles Nemes
  - 2001 : La Chambre des officiers de  François Dupeyron
  - 2002 : Astérix et Obélix : mission Cléopâtre de Alain Chabat[22]
  - 2003 : Fanfan la Tulipe de Gérard Krawczyk[22]
  - 2003 : Bon Voyage de Jean-Paul Rappeneau[47]
  - 2005 : Combien tu m'aimes ? de Bertrand Blier[22]
  - 2010 :  Gainsbourg, vie héroïque de Joann Sfar[22]
  - 2013 : L'Écume des jours de Michel Gondry[22]
  - 2018 : Alad'2 de Lionel Steketee[22],[48]

## F
- Haut – A
- B
- C
- D
- E
- F
- G
- H
- I
- J
- K
- L
- M
- N
- O
- P
- Q
- R
- S
- T
- U
- V
- W
- X
- Y
- Z

## G
- Haut – A
- B
- C
- D
- E
- F
- G
- H
- I
- J
- K
- L
- M
- N
- O
- P
- Q
- R
- S
- T
- U
- V
- W
- X
- Y
- Z

- Gagny :
  - 2001 : Le soleil au dessus des nuages d'Eric Le Roch
  - 2008 : Go Fast d'Olivier Van Hoofstadt[49]
  - 2009 : Les Beaux Gosses de Riad Sattouf
- Gournay-sur-Marne : 
  - 1934 : Son autre amour d'Alfred Machard et Constant Rémy : Dans les jardins du château de Gournay-sur-Marne
  - 2006 : Jean-Philippe de Laurent Tuel : Le Gournay-plage, 63 promenade Hermann Régnier

## H
- Haut – A
- B
- C
- D
- E
- F
- G
- H
- I
- J
- K
- L
- M
- N
- O
- P
- Q
- R
- S
- T
- U
- V
- W
- X
- Y
- Z

## I
- Haut – A
- B
- C
- D
- E
- F
- G
- H
- I
- J
- K
- L
- M
- N
- O
- P
- Q
- R
- S
- T
- U
- V
- W
- X
- Y
- Z

- L'Ile Saint Denis
  - 1947 : Contre-enquête de Jean Faurez
  - 1962 : Arsène Lupin contre Arsène Lupin d'Édouard Molinaro (cimetière communal quai de la Marine)
  - 1968 : Le Pacha de Georges Lautner (cimetière).
  - 2017 : Carbone d'Olivier Marchal : Grande Nef de l'Ile des Vannes, 11-15 boulevard Marcel Paul

## J
- Haut – A
- B
- C
- D
- E
- F
- G
- H
- I
- J
- K
- L
- M
- N
- O
- P
- Q
- R
- S
- T
- U
- V
- W
- X
- Y
- Z

## K
- Haut – A
- B
- C
- D
- E
- F
- G
- H
- I
- J
- K
- L
- M
- N
- O
- P
- Q
- R
- S
- T
- U
- V
- W
- X
- Y
- Z

## L
- Haut – A
- B
- C
- D
- E
- F
- G
- H
- I
- J
- K
- L
- M
- N
- O
- P
- Q
- R
- S
- T
- U
- V
- W
- X
- Y
- Z

- La Courneuve
  - 1967 : Deux ou trois choses que je sais d'elle, film réalisé par Jean-Luc Godard[50]
  - 1975 : Quand la ville s'éveille, film réalisé par Pierre Grasset (cité des 4000 visible en arrière-plan)
  - 1976 : Le Jouet, film réalisé par Francis Veber (une scène tournée dans une des barres des 4000)
  - 1980 : Le Choix des armes, film réalisé par Alain Corneau (séquences aux 4000 Sud, Rues Ravel et Renoir notamment)
  - 1981 : Sans famille série TV de Jacques Ertaud
  - 1983 : Le Marginal, film réalisé par Jacques Deray (une scène de poursuite avec Tchéky Kharyo, où l'on reconnait les barres des 4000 Sud)
  - 1984 Rue Barbare de Gilles Béhat (1ère scène rue des Francs Tireurs, et scène sur le pont- qui n'existe plus- de la rue Chabrol)
  - 1985 : Le Thé au harem d'Archimède, film réalisé par Mehdi Charef
  - 1991 : La Thune, film réalisé par Philippe Galland (4000 Sud essentiellement)
  - 2000 : La Squale, film réalisé par Fabrice Genestal (Une scène rue Maurice Ravel)
  - 2009 : Micmacs à tire-larigot de Jean-Pierre Jeunet
  - 2015 : Nous trois ou rien de Kheiron
  - 2016 : Elle de Paul Verhoeven
  - 2018 : Break de Marc Fouchard, tourné en partie au Café des sports[51]
  - 2018 : Jusqu'ici tout va bien de Mohamed Hamidi
  - 2019 : Jusqu'ici tout va bien de Mohamed Hamidi

- La Plaine Saint-Denis
  - 1963 : Les Tontons Flingueurs de Georges Lautner : 18 rue Francis de Pressensé pour la scène d'ouverture à "Montauban"  dans l'entreprise d'engins de travaux publics que dirige Fernand Naudin (Lino Ventura)
  - 2006 : Jean-Philippe de Laurent Tuel : Stade France
  - 2012 : Stars 80 de Frédéric Forestier et Thomas Langmann (Stade de France)[52]

- Le Blanc-Mesnil
  - 1959 : Le Café du Beau Site de Jean-Claude Bergeret.
  - 1972 : Rufen bis zur Erschöpfung / To Cry until Exhaustion, de Jochen Gerz sur le chantier de l'autoroute du Nord
  - 1998 : Ados Amor de Zarina Khan.
  - 2000 : Garde à toi, Garde à vue, mode d'emploi, réalisé par Roland Moreau et la Commission droit du Conseil local des jeunes de Blanc Mesnil
  - 2009 : Micmacs à tire-larigot de Jean-Pierre Jeunet (Cité du 212, Avenue du 8-Mai-1945)
  - 2004 : La Cité 212 du Blanc-Mesnil (documentaire), réalisation : Patrice Ladoucette, produit par Transeuropfilms en coproduction avec FR3 Ile-de-France
  - 2022 : Le nouveau jouet de James Huth (Cité 212)
  - Clic-clac (documentaire vidéo), sujet : destruction d’un immeuble de la cité Pierre-Montillet.

- Le Bourget
  - 1963 : Les Bonnes Causes réalisé par Christian-Jaque : esplanade de l'aéroport.
  - 1969 : Le Clan des Siciliens de Henri Verneuil[53]
  - 1969 : Hibernatus d’Édouard Molinaro
  - 2008 :  Le Transporteur 3  de Olivier Megaton
  - 2009 : Adieu de Gaulle, adieu de Laurent Herbiet[54]
  - 2012 : Qu'est-ce qu'on va faire de toi ?, téléfilm de Jean-Daniel Verhaeghe [4]
  - 2012 : Camille redouble de Noémie Lvovsky[54]
  - 2021 :  Boîte noire  de Yann Gozlan[55]

- Les Lilas
  - 1949 : Orphée de Jean Cocteau avec Jean Marais
  - 1956 : Porte des Lilas de René Clair avec Georges Brassens
  - 1984 : P'tit con de Gérard Lauzier[56] : 183 rue de Paris pour la scène où Michel (Bernard Brieux) rejoint Salima (Souad Amidou) au café
  - 2001 : Le Fabuleux Destin d'Amélie Poulain de Jean-Pierre Jeunet avec Audrey Tautou[57]
  - 2003 : Le Furet de Jean-Pierre Mocky[58]
  - 2008 : Les Femmes de l'ombre, de Jean-Paul Salomé avec Sophie Marceau

- Livry-Gargan
  - 1974 : Les Gaspards de Pierre Tchernia : Les anciennes carrières de Gypse
  - 2012 : Populaire de Régis Roinsard : Salle des Fêtes, 3 place François Mitterrand
  - 2019 : Jusqu'ici tout va bien de Mohamed Hamidi : 93 avenue Aristide Briand
  - 2020 : Adieu les cons d'Albert Dupontel : 32 avenue de la Poudrerie et avenue Voltaire

## M
- Haut – A
- B
- C
- D
- E
- F
- G
- H
- I
- J
- K
- L
- M
- N
- O
- P
- Q
- R
- S
- T
- U
- V
- W
- X
- Y
- Z

- Montfermeil
  - 1935 : Vaccin 48 d'Andrew Brunelle : Studios de Montfermeil
  - 2008 : Go Fast d'Olivier Van Hoofstadt
  - 2019 : Les Misérables de Ladj Ly

- Montreuil
  - 1896 : Une partie de cartes est un film français de Georges Méliès :  Jardin de la propriété familiale de Georges Méliès, 74 bis boulevard de l'Hôtel-de-Ville
  - 1896 : Une nuit terrible est un film de Georges Méliès
  - 1907 : Cain et Abel : le premier crime de Georges Méliès[19]
  - 1910 : David et Goliath de Henri Andréani[19]
  - 1912 : A la conquête du pôle de Georges Méliès
  - 1923 : Le Brasier ardent de Ivan Mosjoukine et Alexandre Volkoff : Studio des Films Albatros, 52 rue du Sergent Bobillot
  - 1923 : Kean ou Désordre et génie d’Alexandre Volkoff :  Studio des Films Albatros
  - 1924 : Le Lion des Mogols de Jean Epstein : Studio des Films Albatros, 52 rue du Sergent Bobillot
  - 1924 : L'Affiche de Jean Epstein :  Studio des Films Albatros
  - 1924 : L'Heureuse Mort de Serge Nadejdine : Studio des Films Albatros
  - 1925 : Gribiche de Jacques Feyder : Studio des Films Albatros
  - 1926 : Carmen de Jacques Feyder : Studio des Films Albatros
  - 1926 : Feu Mathias Pascal de Marcel L'Herbier : Studio des Films Albatros
  - 1927 : Casanova d’Alexandre Volkoff : Studio des Films Albatros
  - 1927 : Napoléon d'Abel Gance :  Studio des Films Albatros
  - 1928 : Un chapeau de paille d'Italie de René Clair : Studio des Films Albatros
  - 1967 :  Le Samouraï  de Jean-Pierre Melville : rue de Saint-Antoine pour la scène du changement de plaque d'immatriculation de la Citroën DS
  - 1970 : Le cercle rouge de Jean-Pierre Melville : rue de Saint-Antoine : Pavillon de receleur (joué par Paul Crauchet)
  - 1981 : Le choix des armes d'Alain Corneau : Station Total, 86 rue de Paris
  - 2005 : Saint-Jacques... La Mecque de Coline Serreau
  - 2007 : Ce soir je dors chez toi d'Olivier Baroux
  - 2010 : Le nom des gens de Michel Leclerc : Parc Départemental Jean Moulin-Les Guilands, rue de l'Epine Prolongée
  - 2014 : Jamais le premier soir de Mélissa Drigeard
  - 2019 : Mallé en son exil de Denis Gheerbrant
  - 2022 : Les Meilleures de Marion Desseigne-Ravel

## N
- Haut – A
- B
- C
- D
- E
- F
- G
- H
- I
- J
- K
- L
- M
- N
- O
- P
- Q
- R
- S
- T
- U
- V
- W
- X
- Y
- Z

- Noisy-le-Grand
  - 1983 : Le prix du danger de Yves Boisset
  - 1984 : À mort l'arbitre de Jean-Pierre Mocky : Immeuble "Le Palacio"
  - 1985 : Brazil de Terry Gilliam : Espaces d'Abraxas
  - 1986 : Les Frères Pétard de Hervé Palud (Parking des Arcades, boulevard du Mont d'Est)
  - 2003 : Mais qui a tué Pamela Rose ? d'Eric Lartigau : Espaces d'Abraxas
  - 2003 : Rien que du bonheur de Denis Parent :  Clinique de Noisy-le-Grand, 17 rue Croix Biche
  - 2015 : Hunger Games : La Révolte, partie 2 : Espaces d'Abraxas
  - 2016 : Victoria de Justine Triet : ESIEE Cité Descartes, 2 boulevard Blaise Pascal
- Noisy-le-Sec
  - 1968 : La bande à Bonnot de Philippe Fourastié : Ancien dépôt de la gare
  - 1971 : Le drapeau noir flotte sur la marmite de Michel Audiard
  - 2016 : Bastille Day de James Watkins : rue de la pointe et rue Anatole France

- Neuilly-sur-Marne
  - 2004 : Rois et reine d'Arnaud Desplechin (Hôpital psychiatrique de Ville Evrard)
  - 2006 : Les Brigades du Tigre de Jérôme Cornuau
  - 2008 : Les Femmes de l'ombre de Jean-Paul Salomé (Hôpital psychiatrique de Ville Evrard)
  - 2009 : Le Petit Nicolas de Laurent Tirard
  - 2011 : Un village français saison 3 série télévisée de Frédéric Krivine, Philippe Triboit et Emmanuel Daucé[59]
  - 2013 : 24 jours, la vérité sur la mort d'Ilan Halimi de Alexandre Arcady.
  - 2016 : Le Bureau des légendes de Éric Rochant

- Neuilly-Plaisance
  - 1980 : La Bande du Rex de Jean-Henri Meunier[7]

## O
- Haut – A
- B
- C
- D
- E
- F
- G
- H
- I
- J
- K
- L
- M
- N
- O
- P
- Q
- R
- S
- T
- U
- V
- W
- X
- Y
- Z

## P
- Haut – A
- B
- C
- D
- E
- F
- G
- H
- I
- J
- K
- L
- M
- N
- O
- P
- Q
- R
- S
- T
- U
- V
- W
- X
- Y
- Z

- Pantin
  - 1966 : Paris brûle-t-il ? de René Clément (Gare de triage, rue Denis-Papin)[60]
  - 1990 : Nikita de Luc Besson
  - 2008 : Go Fast d'Olivier Van Hoofstadt
  - 2015 : L'Étudiante et Monsieur Henri d'Ivan Calbérac
  - 2019 : Jusqu'ici tout va bien de Mohamed Hamidi
  - 2022 : Suprêmes d'Audrey Estrougo

- Pierrefitte-sur-Seine
  - 1963 : Mélodie en sous-sol de Henri Verneuil : 97 rue Parmentier
  - 1989 : Hiver 54, l'abbé Pierre de Denis Amar : 6-8 chemin des fourches
  - 2013 : La Cité rose de Julien Abraham

- Le Pré-Saint-Gervais
  - 1993 : Trois couleurs bleu de Krzysztof Kieślowski : Studios Les Lilas (Paris-Est), 17 rue Honoré d'Estienne d'Orves
  - 2008 : La Vie ailleurs de David Teboul
  - 2012 : Camille redouble de Noémie Lvovsky

## R
- Haut – A
- B
- C
- D
- E
- F
- G
- H
- I
- J
- K
- L
- M
- N
- O
- P
- Q
- R
- S
- T
- U
- V
- W
- X
- Y
- Z

- Le Raincy
  - 1938 : Les Bâtisseurs de Jean Epstein : Paroisse Saint-Louis Notre Dame, 40 allée Jardin Anglais et Finchley
  - 2007 : Sous les vents de Neptune de Josée Dayan : Cimetière
  - 2016 : Primaire de Hélène Angel[61]
  - 2018 : Le grand bain de Gilles Lellouche : la piscine (avenue de Thiers)

## S
- Haut – A
- B
- C
- D
- E
- F
- G
- H
- I
- J
- K
- L
- M
- N
- O
- P
- Q
- R
- S
- T
- U
- V
- W
- X
- Y
- Z

- Saint-Denis
  - 1925 : Destinée d'Henry Roussel[24]
  - 1973  : Les Aventures de Rabbi Jacob de Gérard Oury[62]
  - 2011 : L'amour dure trois ans de Frédéric Beigbeder[63]
  - 2000 : Les Acteurs de Bertrand Blier
  - 2003 : Bon Voyage de Jean-Paul Rappeneau[47]
  - 2005 : Le Promeneur du Champ-de-Mars de Robert Guédiguian
  - 2004 : L'Esquive d'Abdellatif Kechiche
  - 2006 : Jean-Philippe, de Laurent Tuel (Stade de France)
  - 2008 : Le Transporteur 3 d'Olivier Megaton
  - 2008 : La Journée de la jupe de Jean-Paul Lilienfeld
  - 2008 : Les Femmes de l'ombre, de Jean-Paul Salomé avec Sophie Marceau[64]
  - 2010 : Le Baltringue de Cyril Sebas, tourné à La Plaine Saint-Denis
  - 2012 : Quand je serai petit de Jean-Paul Rouve
  - 2014 : 3 Days to Kill de McG
  - 2016 : Le Bureau des légendes de Éric Rochant (dans les studios de la Cité du Cinéma de Luc Besson)
  - 2017 : Sage Femme de Martin Provost[65] (Rue Dezobry, (Rue Suger, Rue Gisquet, Rue Nay)
  - 2018 : Mauvaises herbes de Kheiron
  - 2019 : Un film dramatique d'Éric Baudelaire
  - 2023 : Les Trois Mousquetaires : D'Artagnan de  Martin Bourboulon
  - 2023 : Les Trois Mousquetaires : Milady de  Martin Bourboulon (Maison d'éducation de la Légion d'honneur)

- Saint-Ouen
  - 1964 : Le Train de John Frankenheimer (La Gare de triage)
  - 1965 : Belphégor ou le Fantôme du Louvre série télévisée de Claude Barma[66] (Marché aux Puces Paul-Bert, Rue des Rosiers, Rue Voltaire, Rue Paul-Bert)
  - 1962 : Arsène Lupin contre Arsène Lupin d'Édouard Molinaro
  - 1975 : Quand la ville s'éveille, film réalisé par Pierre Grasset (dans le cimetière).
  - 1982 : Tir groupé de Jean-Claude Missiaen[67]
  - 1984 : La Septième Cible de Claude Pinoteau[44]
  - 2016 : Série TV Braquo Saison 4 de Xavier Palud et Frédéric Jardin (boulevard Victor Hugo)
  - 2018 : Break de Marc Fouchard, tourné en partie autour de la Grande Nef de l'Île-des-Vannes[51]

- Sevran
  - 2006 : L'École pour tous de Éric Rochant
  - 2012 : Camille redouble de Noémie Lvovsky
  - 2013 : Le Passé de Asghar Farhadi (quartier de Freinville)
  - 2015 : Braqueurs de Julien Leclercq (quartier de Rougemont)

- Stains
  - 1963 : Mélodie en sous-sol de Henri Verneuil
  - 2009 : Le Vilain d'Albert Dupontel[68]
  - 2016 : Elle de Paul Verhoeven
  - 2017 : Les Grands Esprits d'Olivier Ayache-Vidal
  - 2021 : Le Trésor du Petit Nicolas de Julien Rappeneau

- Studios SETS à Stains
  - 1978 : Une histoire simple de Claude Sautet[69]
  - 1996 : Bernie de Albert Dupontel
  - 2006 : OSS 117 : Le Caire, nid d'espions de Michel Hazanavicius[70]
  - 2009 : Le Vilain de Albert Dupontel
  - 2015 : Nous trois ou rien de Kheiron

## T
- Haut – A
- B
- C
- D
- E
- F
- G
- H
- I
- J
- K
- L
- M
- N
- O
- P
- Q
- R
- S
- T
- U
- V
- W
- X
- Y
- Z

- Tremblay-en-France
  - 1955 : La Madelon de Jean Boyer : Auberge du Tourlourou, 5 place du Colonel Henri Rol-Tanguy
  - 1965 : Pierrot le Fou de Jean-Luc Godard[71]: Pont de l'ancienne ligne de chemin de fer
  - 2002 : Ah ! si j'étais riche de Michel Munz et Gérard Bitton : Hôtel Hilton Aéroport Charles-de-Gaulle, 8 rue de Rome
  - 2002 : Décalage horaire de Danièle Thompson : Hôtel Hilton Aéroport Charles-de-Gaulle, 8 rue de Rome
  - 2002 : Femme fatale de Brian De Palma[72]
  - 2016 : Médecin de campagne de Thomas Lilti[73]

## U
- Haut – A
- B
- C
- D
- E
- F
- G
- H
- I
- J
- K
- L
- M
- N
- O
- P
- Q
- R
- S
- T
- U
- V
- W
- X
- Y
- Z

## V
- Haut – A
- B
- C
- D
- E
- F
- G
- H
- I
- J
- K
- L
- M
- N
- O
- P
- Q
- R
- S
- T
- U
- V
- W
- X
- Y
- Z

- Vaujours
  - 1986 : Les fugitifs de Francis Veber : Ecole Fénelon, 1 rue de Montauban
- Villetaneuse
  - 1980 : Pile ou face de Robert Enrico : Crématorium des Joncherolles, 95 rue Marcel Sembat
  - 2014 : La Crème de la Crème de Kim Chapiron

- Villemomble
  - 1986 : Conseil de famille de Costa-Gavras (lycée Georges Clemenceau)
  - 2013 : Les Beaux Jours de Marion Vernoux

- Villepinte
  - 2016 : Le Bureau des légendes de Éric Rochant :  Maison d'arrêt
  - 2018 : Eva de Benoit Jacquot : Maison d'arrêt
  - 2018 : Première année de Thomas Lilti : Parc des Expositions Paris Nord Villepinte, ZAC Paris Nord 2

## W
- Haut – A
- B
- C
- D
- E
- F
- G
- H
- I
- J
- K
- L
- M
- N
- O
- P
- Q
- R
- S
- T
- U
- V
- W
- X
- Y
- Z

## X
- Haut – A
- B
- C
- D
- E
- F
- G
- H
- I
- J
- K
- L
- M
- N
- O
- P
- Q
- R
- S
- T
- U
- V
- W
- X
- Y
- Z

## Y
- Haut – A
- B
- C
- D
- E
- F
- G
- H
- I
- J
- K
- L
- M
- N
- O
- P
- Q
- R
- S
- T
- U
- V
- W
- X
- Y
- Z

## Z
- Haut – A
- B
- C
- D
- E
- F
- G
- H
- I
- J
- K
- L
- M
- N
- O
- P
- Q
- R
- S
- T
- U
- V
- W
- X
- Y
- Z